# U-358
U-358 — средняя немецкая подводная лодка типа VIIC времён Второй мировой войны.

## История
Заказ на постройку субмарины был отдан 26 октября 1939 года. Лодка была заложена 25 июня 1940 года на верфи «Фленсбургер Шиффсбау», Фленсбург, под строительным номером 477, спущена на воду 30 апреля 1942 года. Лодка вошла в строй 15 августа 1942 года под командованием оберлейтенанта Рольфа Манке.

### Флотилии
- 15 августа 1942 года — 31 января 1943 года — 8-я флотилия (учебная)
- 1 февраля 1943 года — 1 марта 1944 года — 7-я флотилия

### История службы
Лодка совершила 6 боевых походов, потопила 4 судна суммарным водоизмещением 17 753 брт и один военный корабль водоизмещением 1192 тонны. Потоплена 1 марта 1944 года в Северной Атлантике к северу от Азорских островов, в районе с координатами 45°46′ с. ш. 23°16′ з. д.. Британские фрегаты HMS Gould, HMS Affleck, HMS Gore и HMS Garlies обнаружили лодку и начали преследование 29 февраля, сбросив суммарно 104 глубинных бомбы. На следующий день Gore и Garlies отправились в базу Гибралтар для дозаправки, U-358 успешно торпедировала Gould и всплыла, после чего Affleck уничтожил лодку артиллерийским огнём. 50 подводников погибли, 1 выжил.

### Волчьи стаи
U-358 входила в состав следующих «волчьих стай»:
- Haudegen 22 января — 2 февраля 1943
- Nordsturm 2 — 9 февраля 1943
- Haudegen 9 — 15 февраля 1943
- Taifun 15 — 17 февраля 1943
- Specht 27 апреля — 4 мая 1943
- Fink 4 мая — 6 мая 1943

### Атаки на лодку
- 5 мая 1943 года к югу от мыса Фарвель, Гренландия, в районе с координатами 54°56′ с. ш. 43°44′ з. д.HGЯO лодка была атакована глубинными бомбами с британского корвета HMS Pink, повреждений не было. Долгое время считалось, что в той атаке была потоплена U-192, однако на самом деле была атакована U-358.